# Hold Me Up
Hold Me Up è il terzo album della gruppo rock statunitense Goo Goo Dolls.

## Il disco
Il disco contiene il primo singolo della band, There You Are, di cui è stato prodotto anche il video. Da questo disco emergono sempre più le potenzialità di Johnny Rzeznik come cantante principale. Come nei precedenti album sono presenti due cover: Never Take the Place of Your Man di Prince e A Million Miles Away dei Plimsouls.

## Tracce
1. Laughing – 3:41
2. Just the Way You Are – 3:08
3. So Outta Line – 2:22
4. There You Are – 3:07
5. You Know What I Mean – 3:24
6. Out of the Red – 1:40
7. Never Take the Place of Your Man – 3:52
8. Hey – 2:51
9. On Your Side – 3:05
10. 22 Seconds – :40
11. Kevin's Song – 3:09
12. Know My Name – 2:42
13. A Million Miles Away – 2:45
14. Two Days in February – 3:12

## Formazione
- Johnny Rzeznik - voce e chitarra elettrica
- Robby Takac - voce e basso
- George Tutuska - batteria